# Martha & the Vandellas
Martha (Reeves) & the Vandellas war eine US-amerikanische Rhythm-&-Blues-Gesangsgruppe des Labels Motown, die vor allem in den 1960er Jahren Erfolg hatte.

## Anfänge als The Del-Phis
1957 wurde in Detroit auf Veranlassung von Edward Larkins eine Girlgroup gebildet, deren Gründungsmitglieder unter anderem Annette Beard und Rosalyn Ashford waren. Die Gruppe nannte sich „The Del-Phis“ und bestand zunächst aus fünf Sängerinnen. In der Folge gab es einige Umbesetzungen. Als 1960 Martha Reeves zu der Gruppe stieß, war die endgültige Besetzung der Del-Phis gefunden: Gloria Williams sang gewöhnlich die Hauptstimme, Martha Reeves sowie die Gründungsmitglieder Annette Beard und Rosalyn Ashford Hintergrundstimmen. In dieser Besetzung traten die Del-Phis bei vielen kleineren Anlässen und – manchmal erfolgreich – bei Talentwettbewerben in und in der Nähe von Detroit auf. 1961 nahmen sie beim Plattenlabel Checkmate eine Single (A-Seite: I’ll Let You Know, B-Seite: It Takes Two) auf, die allerdings keinen kommerziellen Erfolg hatte. Danach trat die Gruppe immer seltener auf und stellte ihre Aktivitäten schließlich offenbar ein.

## Start bei Motown
Martha Reeves versuchte danach, als Solosängerin Fuß zu fassen. Bei einem ihrer Auftritte im Oktober 1961 wurde William Stevenson vom Plattenlabel Motown auf die Sängerin aufmerksam. Reeves wurde bei Motown angestellt, jedoch zunächst hauptsächlich als Sekretärin. Manchmal wurde sie bei Aufnahmen allerdings auch als Hintergrundsängerin eingesetzt. Als im Juni 1962 die Aufnahmen für das zweite Album von Marvin Gaye beginnen sollten, stellte Reeves fest, dass die vorgesehene Hintergrund-Gesangsgruppe The Andantes in Chicago weilten. Sie überredete daraufhin die übrigen Mitglieder der Del-Phis, bei der Aufnahme einzuspringen. Die Gruppe ist auf der ersten Seite von Gayes Album That Stubborn Kinda’ Fellow als Hintergrundchor zu hören, so auch bei Gayes Hits Stubborn Kind of Fellow, Hitch Hike und Pride and Joy. Einige Zeit später verpasste Mary Wells einen Aufnahmetermin und Martha Reeves musste kurzfristig als Sängerin einspringen. Die Motown-Verantwortlichen waren von den Leistungen der Del-Phis angetan und setzten eine eigene Aufnahme-Session für die Gruppe an. Bei dieser sang Gloria Williams die Hauptstimme. Die dabei entstandenen Aufnahmen I’ll Have to Let Him Go und My Baby Won’t Come Back wurden später als Single unter der Gruppenbezeichnung The Vels veröffentlicht. Nach dieser Session wurde allen Mitgliedern der Del-Phis ein fester Vertrag angeboten. Gloria Williams verzichtete jedoch auf eine professionelle Karriere als Sängerin, da sie mittlerweile eine sichere Arbeitsstelle bei der Stadtverwaltung gefunden hatte und Mutter war. Martha Reeves, Annette Beard und Rosalyn Ashford unterschrieben dagegen bei Motown. Die Del-Phis änderten ihren Namen in Martha & The Vandellas. Der Name ist zusammengesetzt aus der Van Dyke Street, einer Detroiter Straße, und dem Vornamen von Reeves’ Idol Della Reese.
Zwar war der ersten Single I’ll Have to Let Him Go, dem Stück, das eigentlich für Mary Wells vorgesehen war, kein kommerzieller Erfolg beschieden, doch mit der nächsten Single Come and Get These Memories, noch 1962 aufgenommen und im Februar 1963 veröffentlicht, erreichte die Gruppe Platz 9 der R&B-Charts und eine Top-30-Platzierung in den US-Pop-Charts. Bei dem Titel handelt es sich gleichzeitig um den ersten veröffentlichten Song des Songwriter-Teams Holland–Dozier–Holland. Mit diesem Song im Repertoire durfte die Gruppe an einer 90-tägigen USA-Tournee teilnehmen. Mit dabei waren unter anderem auch die Marvelettes, die Supremes, Mary Wells, Marvin Gaye und der junge Stevie Wonder. Nach ihrem eigenen Auftritt übernahmen Martha & the Vandellas den Hintergrundgesang für Marvin Gaye.

## Zeit der großen Erfolge: 1963–66
Auf die Single Come and Get These Memories folgte das erste Album der Gruppe mit gleichnamigem Titel. Kurz danach kam der endgültige Durchbruch mit (Love Is Like A) Heat Wave, das zum ersten Top-5-Hit der US-Pop-Charts der Gruppe wurde und Platz 1 der R&B-Charts belegte. Auf diesen Erfolg hin wurde noch 1963 das zweite Album der Gruppe veröffentlicht, das den Titel Heat Wave trägt. Mit einem weiteren Top-10-Erfolg, Quicksand, festigte die Gruppe ihren Erfolg. Kurz darauf verließ Beard die Gruppe und wurde durch Betty Kelly von den Velvelettes ersetzt. 1964 hatten Martha & the Vandellas ihren größten Erfolg mit Dancing in the Street, das bis auf Platz 2 der Pop-Charts gelangte. 1965 folgten mit Nowhere to Run und 1966 mit I’m Ready for Love zwei weitere Top-10-Hits in den US-Pop-Charts. Einen weiteren Höhepunkt stellte ein Auftritt der Gruppe in einer Fernsehsendung von Dusty Springfield während einer England-Tournee 1965 dar. Martha Reeves durfte dabei zusammen mit Springfield, mit der sie seit einiger Zeit gut befreundet war, ein Duett singen.

## Krisenjahre 1967–1969
In der Folge kam es immer häufiger zu Auseinandersetzungen innerhalb der Gruppe. 1967 wurde Kelly aus der Band ausgeschlossen und durch Marthas jüngere Schwester Lois Reeves ersetzt. Auf den folgenden Veröffentlichungen nannte sich die Band nun Martha Reeves & the Vandellas. Analog dazu waren im selben Jahr andere Motown-Bands umbenannt worden: die Miracles hießen nun Smokey Robinson & The Miracles, die Supremes Diana Ross & The Supremes. Die Anfang des Jahres herausgebrachte Single Jimmy Mack war die letzte veröffentlichte Aufnahme der Gruppe, die von Holland–Dozier–Holland geschrieben wurde. Es war gleichzeitig ihr letzter Top-10-Hit in den US-Pop-Charts. Während der kommerzielle Erfolg in den USA nachließ, wurde Dancing in the Street Anfang 1969 überraschend erneut in Großbritannien ein Hit und kletterte bis Platz 4 der UK-Charts.
Der andauernde Tourneestress, Streitereien innerhalb der Gruppe und mit Motown-Verantwortlichen, sowie immer stärker zunehmender Tablettenkonsum hinterließen bei Martha Reeves Spuren: Die Aufnahme von I Can’t Dance to that Music You’re Playing brach sie ab, die fehlenden Stellen der Hauptstimme wurden von Syreeta Wright ergänzt. Anfang 1969 erlitt Reeves einen schweren Nervenzusammenbruch und musste in eine Klinik eingeliefert werden. Eine geplante England-Tournee der Gruppe musste deshalb abgesagt werden. Als zu diesem Zeitpunkt Ashford die Vandellas verließ, schien die Gruppe vor dem Aus zu stehen.

## Die letzten Jahre und die Auflösung
Martha Reeves erholte sich jedoch und an Stelle von Ashford wurde Sandra Tilley, die als Sängerin Erfahrung unter anderem bei den Velvelettes gesammelt hatte, aufgenommen. Noch drei weitere Jahre bestand die Gruppe, veröffentlichte noch zwei Alben heraus, konnte jedoch kommerziell an frühere Erfolge nicht mehr anknüpfen. Zwar war Sandra Tilley bereits auf dem Cover des 1969er Albums Sugar ’n’ Spice abgebildet, die Stücke wurden aber zur Gänze bereits in der Zeit aufgenommen, als Ashford noch mitwirkte. Die im Februar 1970 erschienene Single I Should Be Proud war der erste Protestsong, der sich gegen den Vietnamkrieg richtete, den Motown veröffentlichte. Mit Bless You konnten sich Martha Reeves & The Vandellas 1971 noch einmal in den Charts in Großbritannien platzieren und einen Top-30-R&B-Hit in den USA landen. Nachdem Motown seinen Hauptsitz nach Los Angeles verlegt hatte, löste sich die Gruppe auf. Am 13. Dezember 1972 gaben Martha & The Vandellas schließlich ihr offizielles Abschiedskonzert in Detroit.
Seit den späten 1980er Jahren kam es zu verschiedenen Reunions-Konzerten der Vandellas. Teilweise trat die Gruppe dabei sogar in der ursprünglichen Besetzung mit Reeves, Beard und Ashford auf.

## Auszeichnungen
Martha & the Vandellas wurden 1995 in die Rock and Roll Hall of Fame aufgenommen. 2003 folgte die Aufnahme in die Vocal Group Hall of Fame. Ihr Titel Dancing in the Street rangiert in der Liste der 500 besten Songs aller Zeiten des Rolling Stone auf Platz 40.

## Diskografie
Studioalben

| Jahr | Titel Musiklabel Katalog-Nr. | Höchstplatzierung, Gesamtwochen, AuszeichnungChartplatzierungen (Jahr, Titel, Musiklabel Katalog-Nr., Platzierungen, Wochen, Auszeichnungen, Anmerkungen) | Höchstplatzierung, Gesamtwochen, AuszeichnungChartplatzierungen (Jahr, Titel, Musiklabel Katalog-Nr., Platzierungen, Wochen, Auszeichnungen, Anmerkungen) | Höchstplatzierung, Gesamtwochen, AuszeichnungChartplatzierungen (Jahr, Titel, Musiklabel Katalog-Nr., Platzierungen, Wochen, Auszeichnungen, Anmerkungen) | Höchstplatzierung, Gesamtwochen, AuszeichnungChartplatzierungen (Jahr, Titel, Musiklabel Katalog-Nr., Platzierungen, Wochen, Auszeichnungen, Anmerkungen) | Anmerkungen                                                                        |
| Jahr | Titel Musiklabel Katalog-Nr. | DE | UK | US | R&B | Anmerkungen                                                                        |
| ---- | ---------------------------- | --- | --- | --- | --- | ---------------------------------------------------------------------------------- |
| 1963 | Heat Wave Gordy 907          | — | — | US125 (5 Wo.)US | — | Erstveröffentlichung: 30. September 1963 Produzenten: Brian Holland, Lamont Dozier |
| 1965 | Dance Party Gordy 915        | — | — | US139 (3 Wo.)US | — | Erstveröffentlichung: 12. April 1965 Produzenten: Ivy Jo Hunter, William Stevenson |
| 1967 | Watchout! Gordy 920          | — | — | US116 (8 Wo.)US | R&B14 (10 Wo.)R&B | Erstveröffentlichung: 16. November 1966                                            |
| 1968 | Ridin’ High Gordy 926        | — | — | US167 (8 Wo.)US | R&B13 (11 Wo.)R&B | Erstveröffentlichung: 29. April 1968 Produzent: Richard Morris                     |
| 1972 | Black Magic Gordy 958        | — | — | US146 (7 Wo.)US | R&B30 (7 Wo.)R&B | Erstveröffentlichung: 3. März 1972                                                 |

grau schraffiert: keine Chartdaten aus diesem Jahr verfügbar
Weitere Studioalben
- 1963: Come and Get These Memories (Gordy 902)
- 1969: Sugar n’ Spice (Gordy 944)
- 1970: Natural Resources (Gordy 952)